# William Westmoreland
William Childs Westmoreland (Dél-Karolina, 1914. március 26. – Charleston, Dél-Karolina, 2005. július 18.) amerikai tábornok, a vietnámi háború első felében (1964-1968 között) a Vietnámban állomásozó amerikai csapatok főparancsnoka, majd 1969-1972 között a hadsereg vezérkari főnöke.

## Élete
Jómódú családban nevelkedett, gyermekkorában cserkész volt. 1932-ben kezdte meg a tanulmányait a West Pointon, majd egy évvel később a dél-karolinai katonai főiskolára került. Az iskola befejezése után tüzértiszti beosztásban szolgált. A második világháború során részt vett a tunéziai, a szicíliai, a francia és a német hadszíntereken zajló hadműveletekben. A háború végére ezredesi rendfokozatig jutott el. Ezután négy évig a 82. légi szállítású hadosztályban ezredparancsnoki beosztásban szolgált. A koreai háború során egy ezred vezetésével volt megbízva. 1953 végén léptették elő dandártábornokká. 1956-ban ismét előléptették, így akkor ő lett a hadsereg legfiatalabb vezérőrnagya. 1960-ban a West Point főparancsnoka volt.
1964 júniusában ő követte Paul D. Harkins tábornokot a MACV főparancsnoki pozíciójában. Teljes mellszélességgel kiállt a vietnámi amerikai részvétel mellett. Irányítása alatt érte el a Vietnámban szolgáló amerikai csapatok létszáma az 500 000 főt.
1968-ban kinevezték a hadsereg vezérkari főnökének, végül 1972-ben visszavonult. 1974-ben sikertelenül indult Dél-Karolina állam kormányzóválasztásán.
2005-ben halt meg 91 éves korában.